# 成田つむぎ
成田 つむぎ（1997年5月5日 - 、なりた つむぎ）は、日本の元AV女優。エスフラート所属。

## 略歴・人物
趣味は、アニメ、ゲーム、ボウリング。絵を描くことも好き。
2020年10月、“元地方局女子アナウンサー”の触れ込みでAVデビュー。
2024年11月9日、本日をもって引退する事をX（旧Twitter）にて発表した。

## 作品

### アダルトDVD
- 久々に発掘! 声がエロすぎると噂の“あざと可愛い”元地方局女子アナウンサー成田つむぎ エグいグラインド騎乗位ひっさげAVデビュー（10月25日、kawaii*）
- あざと可愛い元地方アナウンサー はじめてのナマ中出し（11月25日、本中）
- 完ナマSTYLE @つむぎ #アイドル系ロ●娘 #18歳 #ぶりぶりっ娘 #初生円光 #パン染みヤバ子 #アイドル声でイキすぎww（12月27日、FIRST STAR）

- 『愛し合う夫婦が残したいメモリアルヌードフォト』と題された雑誌の企画と妻を騙し、絶倫チ○ポ男と素肌密着偽撮影会で寝取られ検証!! 旦那よりも若くてカチカチに反り返ったチ○ポがマ○コまで3cmに超接近して奥さん急激欲情!?旦那が近くにいるにも関わらず生中出し!!14発!! 9（1月1日、DOC）
- 女子宅お泊まりドキュメント アニヲタ純真女神 成田つむぎちゃんのお家でゴムなし1泊彼氏気分（1月7日、パコパコ団とゆかいな仲間たち/妄想族）
- もうすぐ卒業だから…（1月15日、宇宙企画）
- セーラー服美少女と完全主観従順性交 Vol.001（1月15日、BAZOOKA）
- 顔出し解禁!! マジックミラー便 都内有数の名門大学に通う高学歴女子大生 生まれて初めての素股編 vol.09 ギンギンに勃起したデカチンを素人娘が赤面まんコキ! 恥ずかしさと気持ちよさで濡れ出したオマ○コにヌルっと挿入! インテリJD10人全員SEXスペシャル!!（1月19日、DEEP'S）
- 飛び込みセールス枕営業 押しに弱いセールスレディ 「契約して下さるなら、シゴイて、舐めて、股を開きます…」（1月25日、オーロラプロジェクト・アネックス）
- 素人女子大生限定! パンティ素股でカチカチち●ぽがアソコに擦れて赤面発情! クロッチは恥ずかし汁まみれ!そのまま生で擦り合わせて、ヌルヌルワレメに結局つるんっと入って生中出し!! 敏感JD高速ピストン編（1月29日、赤面女子）
- 隣に引っ越してきた隣人がまさかの地方女子アナ! 妻との倦怠期中にあざと可愛くセフレ関係を迫られ…こっそり子作り不倫にハマっちゃった僕。（2月1日、MOODYZ）
- 絶対にのってはイケない上司の娘(女子○生)からの危険な誘惑に我慢できなかったボク。（2月7日、Hunter）
- パンティフェチ愛好会（2月11日、フェチ眼）※「つむぎ」名義
- 生中出しアイドル枕営業 Vol.014（2月12日、BAZOOKA）
- 予約1年待ち! ‘あざと可愛い’元地方局アナウンサーがいる騎乗位自慢のソープランドは挿入実況プレイが大人気!（2月13日、無垢）
- パンツごしのフェラチオ 〜焦らされて高まる早漏男子向けのフェチな刺激〜（2月25日、SEX Agent/妄想族）
- オトナ痴女に挑戦するもイカされまくってキャラ崩壊!? やっぱり私、ロリドMの方が似合うんです…。（3月25日、SEX Agent/妄想族）
- 【完全主観】あざと可愛い お下品変態メイドさんはお好きですか? 成田つむぎ（4月2日、ONE MORE）
- かわいいしか勝たん 成田つむぎはプライベートで激推しの月城らんと師匠とあがめる枢木あおいにレズを解禁してもらいました（4月7日、ビビアン）
- 素人コスプレイヤーを媚薬バイブでアクメ強姦! 12（4月9日、Z-MEN）
- 突然押しかけてきた嫁の姉さんに抜かれっぱなしの1泊2日（4月19日、VENUS）
- 足を伸ばせば貴方もシンクロ! もう足ピーンしか愛せない!（5月7日、RADIX）
- 美女たちの足裏をふやけるまで舐めたい! 4  水着ギャル編（5月7日、RADIX）
- 声優志望の悩殺アニメ声で絶頂しまくるあざと可愛いアニヲタ娘 SEX中毒レベルの濃厚グラインド騎乗位（5月25日、オーロラプロジェクト・アネックス）
- 美少女戦士セーラーディオーレ 魔獣となったフレイアとアクアスが襲う! 成田つむぎ 辻芽愛里（6月11日、GIGA）
- 関西弁の甘声姪っ子に中出し（6月15日、K-Tribe）
- 元地方局女子アナ&青春アイドル共演 ♯初レズ絶頂回数チャレンジ 武田エレナ 成田つむぎ（6月19日、レズれ!）
- 「私以外の女の子好きになったらダメですよ!」 女子○生が突然一人暮らしの僕の家を訪ねてきたからビックリ! しかもなぜか僕にベタぼれで、イチャイチャ甘えてくる! でもいつの間にか彼女になっていた。（6月24日、SWITCH）
- 喉奥で濡れるドM美少女女子校生… いちゃラマ (いちゃいちゃイラマチオ) SEX笑顔で精子ごっくん（7月8日、ひよこ）
- ヤリ部屋 ハメたい盛りの制服女子とめちゃくちゃ乱交中出しした記録 河奈亜依 百瀬あすか 皆月ひかる 成田つむぎ（8月1日、変態紳士倶楽部）
- 四つん這いとマングリポーズでアナルをバッチリ見せるエッチなオナニー（8月7日、アロマ企画）
- パンチラを堪能しながら乳首舐めで射精したいって欲張りですか?（8月7日、アロマ企画）
- 兄妹せっくす 言いなりのいもうとに中出し（8月10日、K-Tribe）
- 教え子にバイブをパンスト固定され必死にイキそうになるのを我慢していたが媚薬と追撃ピストンで自分から腰を振り始める完堕ち女教師 3（8月13日、Z-MEN）
- 乳首オナニーで疼く股間に物を挟んで足ピンイキする女の子（8月19日、アロマ企画）
- 女子○生全身女体図鑑 第二号（8月25日、アロマ企画）
- 工場勤務の派遣女子がセックス撮影会に応募してきた。 変態おじさんと性欲をぶつけ合う!（9月25日、シャーク/ジャブジャブ町）
- 【完全主観】方言女子 奈良弁（10月1日、h.m.p）
- チクビアン 2  ビンビン乳首こねくりレズ性交（10月26日、レズれ!）
- バブみあるつむぎママは僕がただ生きてるだけでえらいえらいして褒めてくれるので、オギャって甘えて赤ちゃん返りSEX（11月9日、かぐや姫Pt/妄想族）
- アナタの顔の上に跨りオナサポ挑発 真下から覗き観る濡れ染みパンティオナニー（11月16日、アロマ企画）
- 媚薬サプリ～女性用淫乱フェロモン補助食品～（12月9日、ROCKET）
- クリパレイプ! 聖夜なのに塾でボッチな進学校の女子学生を同級生のフリをしてクリパに連れ込み首絞め! 水責め! 極イラマ! そしてトドメのマシンバイブ! 潮とヨダレを吹き散らし発狂したJ○は、自分が助かる為に親友を売る! 東條なつ 成田つむぎ 南いろは（12月9日、サディスティックヴィレッジ）
- セクハラママさんバレー！4 ハイレグブルマ姿の人妻10人が挑む過酷なエロトレーニング（12月14日、かぐや姫Pt/妄想族）
- 完全主観でニヤニヤしながら息子を可愛がってくれる 制服美少女の癒しのご奉仕おち●ぽ洗い 全編撮卸10人220分（12月21日、無垢）

- 角オナニー 擦り付けたら止まらない 5 13人（1月4日、かぐや姫Pt/妄想族）
- 監禁! 拷問! 調教! 絶叫! 絶頂! 強制絶頂絶叫拷問調教 潜入新人エリート麻薬捜査官 快楽の洗礼汚れなき媚肉淫覚アクメ地獄 成田つむぎ（2月8日、AVS collector’s）
- アソコに直穿きスポウェア女子 悶々エクササイズで性欲が溢れて染みつくっちゃう!（2月26日、オイスター海運）
- 従属ヒロイン 性悪ヒーローから離れられない女宇宙特捜アミー 成田つむぎ（3月25日、GIGA）
- 角オナニー 擦り付けたら止まらない 6 12人（4月19日、かぐや姫Pt/妄想族）
- オナサポ!! 女子○生 着衣で全裸で挑発的ダンス 2（5月10日、かぐや姫Pt/妄想族）
- 世界一エロくて美しい角オナニー（5月12日、RADIX）
- 夜行バスで声も出せずイカされた隙に生ハメされた女はスローピストンの痺れる快感に理性を失い中出しも拒めない 女子○生限定10 囁き淫語腰振りSP（5月26日、ナチュラルハイ）
- 囁き痴女淫語に蕩けまくるカースト底辺女教師 唾液・快楽漬けの舐め犯しレズビアン調教 佐藤ののか 岬あずさ 成田つむぎ（6月14日、ビビアン）
- 枢木あおいが大好きな女の子大集合! ファン代表対抗戦! 優勝賞品はもちろん枢木あおい! 枢木あおい 渚みつき 成田つむぎ 弥生みづき ゆあ（7月12日、ビビアン）
- アナル舐めさせド痴女JD 肛門クンニでむせるようなアナル味臭と禁欲オマ○コをこすりつけケツ穴ヒクヒク丸出しSEXで失禁イキする高学歴プリ尻ビッチちゃん（8月2日、DEEP'S）
- 拘束レズレイプ 嫌がるマ○コが愛液まみれになるまでスロー指ピストンでイカされ続けた女（8月11日、ナチュラルハイ）
- バキュームフェラ × ものすごい吸引音の乳首舐め（8月16日、アロマ企画）
- 新設小悪魔マッサージで感じちゃった僕。その3（8月23日、アロマ企画）
- フェイスロックで腋舐め強要＆乳首責めされながらチ○ポを弄ばれる（9月6日、アロマ企画）
- ふやけるまでしゃぶられ続ける超濃厚耳舐め × エンドレス乳首弄り（9月13日、アロマ企画）
- 左乳首フェザータッチでさわさわ焦らされ続けながら右乳首バキュームでじゅるじゅるしゃぶられ続ける（11月1日、アロマ企画）

- 女子同士 友達同士。カラダの関係のない2人がプライベート自撮りレズ撮影。（1月10日、ビビアン）
- 素人バラエティ 耐えたら賞金100万円! イッたらデカチン即ハメ! 高学歴巨乳女子大生イキ我慢チャレンジ! 人生初のクリトリス直撃電マ責めで絶頂潮! 潮! 潮 4（4月6日、サディスティックヴィレッジ）
- 羞恥 新入生発育健康診断2022（1月12日、サディスティックヴィレッジ）
- クリトリスの形までクッキリわかる! イキまくりパンツ越しオナニー 5（2月14日、アロマ企画）
- 一般男女モニタリングAV × マジックミラー便コラボ企画 大手企業に勤めるデカ尻ピタパンOLさんが初めてのパンツスーツ履きっぱなしイキ潮体験! 手マン & 電マ責めでぱっつぱつのパンツスーツから滲み出るほど連続イキ漏らししたインテリオマ○コにデカチン挿入で生中出し!!（2月21日、DEEP'S）
- 顔出しMM号 女子大生限定 ザ・マジックミラー 女友達2人組がイキ潮1000ml噴出チャレンジ! 2  W潮吹きで連続イキした決壊オマ○コにデカチン激ピストン中出し!（5月16日、DEEP'S）
- なかなかしゃぶらせてもらえないおねだりフェラチオ（5月23日、SEX Agent/妄想族）
- 一般男女モニタリングAV × マジックミラー便コラボ企画 勉強漬けの毎日をすごす性欲の溜まった10代の予備校生がまたがり顔面騎乗クンニで人生初の大失禁イキ!! インタビュー中にずぅーっと生クリトリスを激しくジュルジュルと舐められ膣内に舌をねじ込まれて発情してしまうのか!? 9（6月6日、DEEP'S）
- 「キミのガマン顔ずーーーっと見ててあげる。」 小悪魔女子の見つめあい射精管理ビデオ 成田つむぎ（6月13日、BALTAN）
- 一般男女モニタリングAV 特設マジックミラー部屋でラブラブ大学生カップルが男女に別れてAV女優 & 男優の凄テクイキ我慢に挑戦!! めちゃかわエロ尻お姉さん・弥生みづき×素人男子大学生（彼氏）/（彼女）素人女子大生 × デカチン激ピストン男優 編（7月4日、DEEP'S）
- 顔出しMM号 ザ・マジックミラー 痙攣ガクブル失禁・トビジオ吹きっ放しの青空公開収録! プロの声優を目指す素人娘が原稿を読み上げながら平然と連続イキ!! びしょ濡れ決壊オマ○コに放送禁止のデカチン挿入激ピストン!（7月4日、DEEP'S）
- いちゃはこっ! 激カワJ系イチャラブ頂上決戦 黒髪ショートのお元気娘・りくちゃん & 純粋可憐な清楚系乙女・つむぎちゃん（7月7日、SUKESUKE）
- 乳首を開発されるだけの簡単なお仕事（7月25日、SEX Agent/妄想族）
- 見せつけフェラからの他人棒ザーメンキッス（7月25日、SEX Agent/妄想族）
- 一般男女モニタリングAV × マジックミラー便コラボ企画 素人大学生カップル路上NTR! 自慢の彼女がデカチン寝取られ素股でヌルッと生挿入! 彼氏の目の前で連続中出し!! 合計11発（9月5日、DEEP'S）

### アダルトVR
- 元女子アナウンサー 成田つむぎ 病み付きになるウィスパー淫語ASMR あざと可愛いスキャンダラスなエロテクニック（12月14日、kawaii*）

- お兄ちゃんえっちしよ? 〜全身性感帯の敏感すぎる妹との合法近親相姦〜（1月8日、CASANOVA）
- 3年3組の文化祭の模擬店は…ノーパン喫茶 私立のお嬢様○校の文化祭。毎年入場制限を設ける超人気の模擬店は『ノーパン喫茶』。教室中央に設置された勉強机タワーにノーパンの女子が登り、ドリンクを取りに行く様をローアングルでじっくり鑑賞!もちろんモロ見え!しかも見るだけじゃない!さらに個室ではしっぽり本番もOK! 成田つむぎ 茉宮なぎ 篠原りこ 八尋麻衣（1月18日、Hunter）
- あざと顔で誘い込み、乳首勃起させてビクビク下半身を震わせイキまくる変態彼女（2月26日、KMPVR）
- セルフ射精管理VR ～痴女的なフェラチオ手コキパイズリに耐えて至高のエクスタシーを味わいたい人へ～（2月26日、CASANOVA）
- いつの間にかベロキスが性癖になっていた俺だけのタダマン女子校生と排卵日性交（3月6日、KMPVR-bibi-）
- ＃オナ電 ～電話しながら興奮してオナニーしてる女子を盗撮したVR 2～（3月19日、CASANOVA）
- 8名の美少女から注がれる愛液!! 女子校生からの唾液移しVR（4月9日、KMPVR）
- 甘え上手な彼女と何度も繰り返すイチャイチャ接吻と超接近するフル勃起乳首&ぷっくり乳輪&良ポジアナルとキスしたまま腰振るゼロ距離対面座位とツバ垂らし覆いかぶさり騎乗位とデカ尻突きまくりバックと超・覆いかぶさりワキ見えバンザイ正常位【中出し】（4月29日、アリスJAPAN）
- アナウンサー志望の先輩二人にASMRで脳内を犯される! 優し～く励まし褒められながら超密着ハーレム筆おろし体験 弥生みづき 成田つむぎ（4月29日、kawaii*）
- 競泳水着でガチイキオナニーVR（10月6日、KMPVR）

- 美女の美しい柔肌に重厚な精液をブチまけろ! 濃厚ザーメン顔射VR（7月19日、KMPVR）

- ディルド足コキオナサポ! ローションまみれの足裏で（4月28日、AQUA）
- シコってる男の顔を撮影するのが趣味の女達（8月11日、AQUA）

### アダルト配信
- 【悩殺アニメ声のアイドル級美女とギャラ飲みいぇいいぇい3Pセックス】声・顔・カラダ、すべてがメチャクチャあざとエロい!!つい抱きしめたくなっちゃう白肌のピチピチボディ!!子犬のように見上げる上目使いでWフェラ→ちんぐり返しアナル舐め!!喘ぎ声までエロ可愛いつむぎちゃんの肉感たっぷり弾けるムチ尻をバックでハメまくって中出し&顔射連発!!【関東ギャラ飲み連盟NO.4 つむぎ】（12月26日、プレステージプレミアム）※「つむぎ」名義
- Tsumugi (oretd825)（12月27日、俺の素人）
- 【初撮り】【恥じらいJD】【雪肌を紅潮させて】アナウンサー志望の女子大生がエッチな美声を響かせる。恥ずかしいけど感じてしまう若いからだは.. ネットでAV応募→AV体験撮影 1425（12月27日、シロウトTV）※「つむぎ」名義

- 【しろうとハメ撮り】つむつむ/20歳/女子大生※清楚な顔して授業中もオナニーししゃうド変態JDとハメ倒し!オナニーあり中出しあり顔射ありのてんこ盛りSEX!!（1月4日、MOON FORCE）※「つむつむ」名義
- 家まで送ってイイですか? case.168 2021新春芸能人SP!子役で一世を風靡!有名青春ドラマに多数出演の元アイドル!⇒やっぱりアイドルって超カワイイ!顔面偏差値70以上安全フル勃起保証⇒アイドルだって遊びたい!身分証提示でヤリまくりの実態⇒敏感の中の敏感!全身クリトリス⇒尻スパンキングで驚愕のイキっぷり【通称100イキお姉さん】⇒潔癖毒親との因縁『頑張らなくていいよ』彼女を救った言葉（1月15日、ドキュメンTV）※「るりぃ」名義
- つむぎ (orec675)（1月27日、俺の素人）
- 成田さん (oretd848)（2月18日、俺の素人）
- 絶対主観!! もはや精子が枯渇寸前! 超気持ちイイッ!! 乳首舐め手コキ #1（3月11日、DOC）
- つむぎ (per376)（3月25日、%OFF）
- ラグジュTV 1402 成美由衣 27歳 アナウンサー  甘い声が魅惑的なアナウンサーが登場! オトナ可愛いルックスとは裏腹に職業上出会いもない寂しい日々…。必然と異性の温もりと刺激に貪欲となった身体は徐々に快楽に対し本能的となり、巨根のピストンに喘ぎまくる!（5月10日、ラグジュTV）
- マジ軟派、初撮。 1640 むぎ 23歳 バー店員  絶賛酒やけ中のハスキーボイス美女! エロ漫画好きでヤリマンなスケベ娘は、何気ない質問にもついエロく答えてしまい勝手に墓穴を掘っていく…。ブリンとしたお尻を振り乱しての騎乗位は必見!（5月23日、ナンパTV）
- えちかわ過ぎる美少女生配信者と例のプールで生チン生挿入!! 生ピスで思わず漏れる関西鉛の喘ぎ声は生反応の証拠!? なまなま尽くしのフィナーレはもちろんナマ中!! まだまだ鎮火できない関西美少女の性欲の炎!! もち2回戦も生尽くし!! _＃被写体希望_＃10 むぎちょこ / 20歳 / かわいい過ぎるルックス極上アイドル級の美乳エロ●ューバー無事快楽堕ち生2搾精!!（5月28日、プレステージプレミアム）
- つむりん（7月2日、れいわしろうと）
- 【激かわオタ娘】【魅力の甘い声】つむぎちゃん参上! 彼女の応募理由は「エッチな同人誌を読んでムラムラしちゃった♪」 本は薄いが、私は熱いってかw 【萌えボディ】イジられ絶頂しまくりイキまくってエロすぎるアニメ声が響きまくりのマジでエロエモいSEX見逃すな!!（7月13日、ARA）
- つむぎ (per383)（7月26日、%OFF）
- こむぎ（8月20日、ハメドリネットワークSecondEdition）
- つむぎ（10月15日、アイドリ）
- つむぎ（10月15日、御茶ノ水素人研究所）
- つむぎ (sqb124)（10月22日、シロウト急便）
- なっちゃん (仮名)（10月22日、しろうと乱交サークルの刃）
- かほ（10月27日、＃素人裏アカウント ちょっぴり激しいの好き）
- なっちゃん 2 (仮名)（10月29日、しろうと乱交サークルの刃）
- つむぎ（11月26日、シロウト速報）
- みなみ & つむぎ（12月1日、素人おかしや）
- せいら (仮名)（12月5日、路地裏ぱんぱん）
- つむぎ（12月19日、素人ムクムク）

- アニメ声の黒髪美少女_濃厚中出し_ 連続発射（1月13日、れいわしろうと）
- 27歳ロリ系幼妻をガチナンパ 童貞君筆下ろし生中出し（1月17日、E★人妻DX）
- つむぎ（1月25日、パコられ美少女）
- 【裏垢美少女】ツイッターで知り合ったロリ巨乳女子校生①_制服姿で生中出し（3月12日、れいわしろうと）
- 【街角連れ込みナンパ＃1】経験人数50人オーバー! 今度4Pしよって約束してしまい約束やぶったらちんちんモグよw! エロに狂ったアニメ声で清楚そうなキュート系女子とハメハメ生ハメ2発!!（3月19日、きゃっち）
- ツムギ（5月3日、素人まっちんぐ）
- すっぴん部屋着でゴムなしSEX! 可愛さが爆発するいちゃいちゃ性交でいつも以上に大量発射しました。 成田つむぎ（5月6日、NAGOYAか円光）
- つむぎ & あおい（5月11日、カノジョとカノジョ。）
- イノリちゃん（6月18日、SNSの闇by2TNOZ）
- つむぎ（9月8日、素人ナンパバラエティ）
- 成田さん (instc340)（10月23日、いんすた）
- ゆいな (king0201)（12月8日、素人参加バラエティ）

- つむぎ (sqb191)（2月3日、シロウト急便）
- Tさん（3月1日、E★人妻DX）

### イメージDVD
- 木漏れ日… 瞬間、恋心（2021年5月28日、スパイスビジュアル）※「森仁絵」名義